# The Sisters
The Sisters är en ögrupp i Antarktis. Den ligger i havet utanför Östantarktis. Nya Zeeland gör anspråk på området.